# Мілфорд (Айова)
Мілфорд (англ. Milford) — місто (англ. city) в США, в окрузі Дікінсон штату Айова. Населення — 3321 особа (2020).

## Географія
Мілфорд розташований за координатами 43°19′24″ пн. ш. 95°9′12″ зх. д. / 43.32333° пн. ш. 95.15333° зх. д. (43.323371, -95.153439).  За даними Бюро перепису населення США в 2010 році місто мало площу 5,93 км², з яких 5,90 км² — суходіл та 0,03 км² — водойми. В 2017 році площа становила 5,53 км², з яких 5,50 км² — суходіл та 0,03 км² — водойми.

## Демографія
Згідно з переписом 2010 року, у місті мешкало 2898 осіб у 1276 домогосподарствах у складі 802 родин. Густота населення становила 488 осіб/км².  Було 1414 помешкання (238/км²).
Расовий склад населення:
| - 98,0 % — білих - 0,6 % — азіатів - 0,1 % — корінних американців - 0,1 % — чорних або афроамериканців |

До двох чи більше рас належало 0,9 %. Частка іспаномовних становила 1,2 % від усіх жителів.
За віковим діапазоном населення розподілялося таким чином: 22,3 % — особи молодші 18 років, 59,8 % — особи у віці 18—64 років, 17,9 % — особи у віці 65 років та старші. Медіана віку мешканця становила 41,0 року. На 100 осіб жіночої статі у місті припадало 98,8 чоловіків;  на 100 жінок у віці від 18 років та старших — 95,7 чоловіків також старших 18 років.
Середній дохід на одне домашнє господарство  становив 57 382 долари США (медіана — 47 024), а середній дохід на одну сім'ю — 68 591 долар (медіана — 60 000). За межею бідності перебувало 12,5 % осіб, у тому числі 16,1 % дітей у віці до 18 років та 10,0 % осіб у віці 65 років та старших.
Цивільне працевлаштоване населення становило 1559 осіб. Основні галузі зайнятості: виробництво — 18,4 %, освіта, охорона здоров'я та соціальна допомога — 16,0 %, роздрібна торгівля — 13,7 %.